# Fusi Ferro

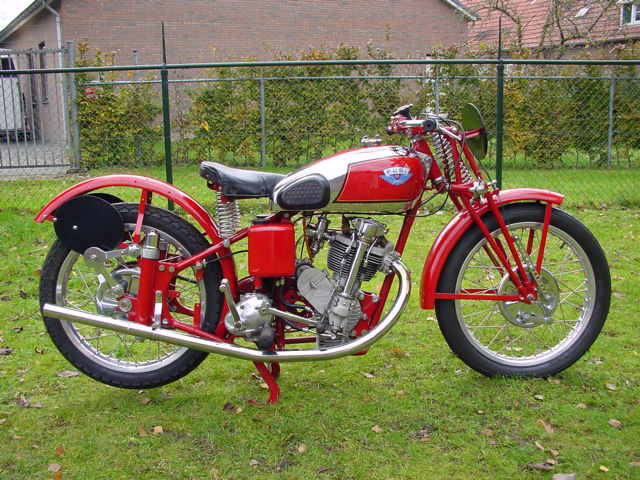
Fusi Motorrad von 1937

Società Fusi Ferro, zuvor A. Fusi & C., S.p.A., war ein italienischer Hersteller von Motorrädern und Automobilen. Der Markenname lautete zunächst Ras, später Fusi.

## Unternehmensgeschichte
Achille Fusi gründete 1932 in Mailand das Unternehmen A. Fusi & C., S.p.A., importierte Motorräder von FN und begann mit der Produktion von Motorrädern. Nach dem Tod von Achille Fusi führte Luigi Beaux das Unternehmen. Später erfolgte eine Umbenennung in Società Fusi Ferro. 1948 folgte der Versuch, die Automobilfertigung aufzunehmen, der jedoch scheiterte. 1957 endete die Motorradproduktion.

## Fahrzeuge

### Motorräder
Die ersten Motorräder ähnelten den Modellen von FN und wurden von Einbaumotoren von J.A.P. mit 175 cm³ Hubraum angetrieben. Ab 1933 standen auch Motoren aus italienischer Produktion zur Verfügung. 1934 war ein eigener Motor mit 175 cm³ Hubraum sowie J.A.P.-Motoren mit 175 cm³, 250 cm³ und 500 cm³ Hubraum lieferbar. 1935 entstand ein Prototyp eines Motors mit 250 cm³ Hubraum und einer obenliegenden Nockenwelle. 1937 waren auch Dreiradlieferwagen erhältlich. Für die 1941 erschienenen Modelle M 25 CFS und M 25 CFSS lautete die bauartbedingte Höchstgeschwindigkeit 110 km/h bzw. 135 km/h.
1948 folgten die Modelle M 25 CF Sport Lusso und M 25 CF Supersport mit Einzylindermotoren und 250 cm³ Hubraum. Abgelöst wurden diese Modelle 1950 durch die M 25 CFS und 1951 durch die M 25 CF SS. Letztere war mit 125 km/h Höchstgeschwindigkeit angegeben.

### Automobile
Das einzige Modell Aurora 8 wurde 1948 auf dem Turiner Autosalon präsentiert. Das Fahrzeug mit 295 cm Radstand besaß Einzelradaufhängung, ein Dach aus Plexiglas und bot Platz für sechs Personen. Der Fahrersitz war zentral angeordnet. Für den Antrieb sorgte ein Achtzylinder-Reihenmotor mit 1086 cm³ Hubraum und 60 PS Leistung. Der Motor war aus zwei Vierzylindermotoren vom Fiat 500 Topolino zusammengesetzt. Die Höchstgeschwindigkeit war mit 125 km/h angegeben. Das Fahrzeug ging trotz zahlreicher Bestellungen nicht in Serienproduktion.